# João III Rizócopo
João III Rizócopo foi um exarca de Ravena em 710.

## Vida

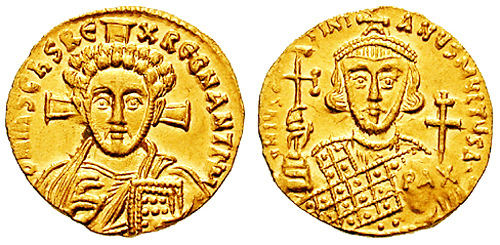
Soldo de r.

Após a restauração do imperador Justiniano II (r. 705–711), ele enviou uma força militar para salvar Ravena. "Aparentemente", escreve Jeffrey Richards, "alguns raveneses proeminentes estavam envolvidos na revolta que derrubou Justiniano e quando ele retornou ao poder determinou vingar a si mesmo sobre a cidade inteira." O arcebispo Félix foi preso com outros cidadãos proeminentes e levado para Constantinopla, e a cidade foi saqueada e incendiada. Em resposta, os cidadãos e soldados de Ravena se rebelaram, fazendo um Jorge, o filho de Joânico, o líder deles, cujo pai foi um dos cativos levados à Constantinopla. João foi nomeado exarca não muito depois disso, e desembarcou em Nápoles com tropas leais, onde ele encontrou o papa Constantino respondendo uma chamada imperial à Constantinopla. João então passou à Ravena pelo caminho de Roma, onde ele "cortou as gargantas" de várias oficiais papais seniores, de acordo com o Livro dos Pontífices. Richards explica este ato violento, apontando "a inclusão do mordomo e do tesoureiro papal entre as vítimas sugere uma tentativa de saquear o tesouro papal."
João Rizócopo continuou à Ravena, onde morreu logo depois, embora os detalhes não são registrados. O Liber Pontificalis faz registro que em Ravena "pelo julgamento de Deus sobre seus atos atrozes ele [João] morreu uma morte ignominiosa". Se sua morte foi devido a doença ou uma revolta pelo raveneses é impossível determinar, mas a última é mais provável, dado o envio posterior de uma expedição punitiva. O estratego da Sicília, Teodoro, foi colocado no lugar do último, e prendeu e executou os líderes da revolta ravenesa, incluindo o arcebispo Félix, que foi deportado para Constantinopla, cegado e exilado na Crimeia.